# کاوفیدیان
کاوفیدیان (به لاتین: Caofeidian District) یک سکونتگاه مسکونی در جمهوری خلق چین است که در تانگشان واقع شده‌است.

## خصوصیات
کاوفیدیان ۷۲۵ کیلومترمربع مساحت و ۱۴۰٬۰۰۰ نفر جمعیت دارد و ۴ متر بالاتر از سطح دریا واقع شده‌است.